# Митков, Димитар
Димитар Митков (болг. Димитър Митков; род. 27 января 2000, Варна) — болгарский футболист, нападающий клуба «Рубин».
В высшем болгарском дивизионе дебютировал 14 августа 2020 года в матче его команды «Лудогорец» против «Славии» (3:0). В феврале 2021 года был отдан в аренду ЦСКА 1948.
В ноябре 2020 года был вызван в молодёжную сборную Болгарии, готовившуюся к отборочному матчу Евро-2021 с Эстонией, но был отозван из состава из-за положительных тестов на COVID-19. В дальнейшем играл в контрольных матчах.
Осенью 2020 и 2021 годов на непродолжительное время выходил за «Лудогорец» на замены в матчах группового этапа Лиги Европы (против «Тоттенхэма», «Антверпена», «Браги» и «Црвены звезды»).
С 2022 года — игрок «Локомотива» (София).
В феврале 2023 года был арендован российским «Рубином», выступавшим в Первой лиге (втором по уровню дивизионе), до конца сезона 2022/23. Результативными действиями в играх за казанскую команду (11 матчей) не отметился.